# エム・スタイル
有限会社エム・スタイルは、音楽スタッフ「作詞/作曲/編曲」及びレコーディングエンジニアの
マネジメント業務を中心に原盤制作を行う音楽プロダクション。
現在の提携作家は約20名。近年はアニメーション関連の音楽制作が主体だが、エデュケーション向け企画提案や制作コーディネイトも行う。

## 沿革
2009年5月より作家マネジメント業務を開始、同時にスタッフを増員し現在に至る。

## 作家

### 作詞家
- 磯谷佳江
- 鳥海雄介
- 井筒日美

### 作曲家
- 小野貴光
- 石毛里佳
- 今村左悶

## 主な参加作品
【アニメーション】
- デジモンアドベンチャー
- テニスの王子様
- クラッシュギアNitro
- アマガミSS（2010年）
- 薄桜鬼（2010年）
- ハートキャッチプリキュア!（2010年）
- もっとTo LOVEる -とらぶる-（2010年）
- 裏切りは僕の名前を知っている（2010年）
- とある魔術の禁書目録II（2010年）
- テイルズ オブ シンフォニア 世界統合編(OVA)（2011年）
- スイートプリキュア♪（2011年）
- 夢喰いメリー（2011年）
- まよチキ!（2011年）
- ゆるゆり（2011年）
- THE IDOLM@STER (アニメ)（2011年）
- ロウきゅーぶ!（2011年）
- C3 -シーキューブ-（2011年）
- スマイルプリキュア!（2012年）
- 新テニスの王子様（2012年）
- あっちこっち（2012年）
- HUNTER×HUNTER（2012年）

【こども向け番組・企画】
- おかあさんといっしょ
- いないいないばあっ!
- みんなのうた
- 響け!ぼくらのメッセージ・ソング（2011年）
- 2012 ポップ・ヒット・マーチ 〜フライングゲット〜（2012年）
- 2012 アニメ＆キッズ・ヒット・マーチ 〜ウィーゴー！〜（2012年）

【ゲーム機など】
- 薄桜鬼 随想録 ポータブル（2010年）
- 薄桜鬼 随想録 DS（2011年）
- 薄桜鬼 黎明録（2010年）
- 薄桜鬼 黎明録 DS（2012年）
- 月華繚乱ROMANCE（2011年）
- 二世の契り 想い出の先へ（2011年）
- 恋愛番長2 MidnightLesson!!!（2011年）
- BROTHERS CONFLICT PASSION PINK（2012年）

| スタブアイコン | サブスタブ | この項目は、まだ閲覧者の調べものの参照としては役立たない、企業に関連した書きかけの項目です。この項目を加筆・訂正などしてくださる協力者を求めています（PJ:経済）。 |